# Granite City
Granite City és una població dels Estats Units a l'estat d'Illinois. Segons el cens del tenia 31.301 habitants.

## Demografia
Segons el cens del 2000, Granite City tenia 31.301 habitants, 12.773 habitatges, i 8.455 famílies. La densitat de població era de 724,5 habitants/km².
Dels 12.773 habitatges en un 30% hi vivien nens de menys de 18 anys, en un 47,6% hi vivien parelles casades, en un 13,7% dones solteres, i en un 33,8% no eren unitats familiars. En el 29,4% dels habitatges hi vivien persones soles el 13,3% de les quals corresponia a persones de 65 anys o més que vivien soles. El nombre mitjà de persones vivint en cada habitatge era de 2,43 i el nombre mitjà de persones que vivien en cada família era de 2,98.
Per edats la població es repartia de la següent manera: un 24,7% tenia menys de 18 anys, un 8,3% entre 18 i 24, un 29,2% entre 25 i 44, un 21,5% de 45 a 60 i un 16,3% 65 anys o més.
L'edat mediana era de 38 anys. Per cada 100 dones de 18 o més anys hi havia 88,6 homes.
La renda mediana per habitatge era de 35.615 $ i la renda mediana per família de 42.130 $. Els homes tenien una renda mediana de 34.226 $ mentre que les dones 23.510 $. La renda per capita de la població era de 17.691 $. Aproximadament el 8,8% de les famílies i l'11,3% de la població estaven per davall del llindar de pobresa.

## Poblacions més properes
El següent diagrama mostra les poblacions més properes.